# Lastarria
Lastarria, také Azufre, je neaktivní stratovulkán nacházející se na v severní části Chile, na hranicích s Argentinou. Sopka je tvořena převážně andezity a dacity, vrchol je ukončen paticí kráterů. Morfologie sopečných útvarů (lávových proudů a dómů) je poměrně zachovalá, což ukazuje, spolu s aktivními fumarolami na severozápadním úbočí, na poměrně nedávnou aktivitu. Na vrcholu se dokonce dají najít sirné proudy, vytvořené roztavením ložisek síry.